# كارل أرندت
كارل أرندت (بالألمانية: Karl Arndt)‏ هو عسكري ألماني، ولد في 10 مارس 1892 في غلوغو في بولندا، وتوفي في 30 ديسمبر 1981 في بالفه في ألمانيا.